# Jim Davidson (rugbista)
James Davidson (Armagh, 23 de octubre de 1942 – Belfast, 28 de abril de 2007) fue un profesor, rugbista, entrenador y columnista irlandés que se desempeñó como ala. Representó al Trébol de 1969 a 1976 y la dirigió de 1987 a 1990.

## Biografía
Nació en Irlanda del Norte pero su familia se mudó a Inglaterra cuando era niño. Allí empezó a jugar al rugby en los Bristol Bears.
Estudió en la Universidad de la Reina de Belfast, donde representó a su equipo de rugby y se recibió de profesor de educación física. Además en sus últimos años trabajó en la BBC Northern Ireland y en Belfast Telegraph, como analista de rugby y columnista.
Estuvo casado con Norma y tuvieron dos hijas. Falleció de cáncer a los 64 años.

## Selección nacional
Representó a la selección juvenil de Inglaterra.
Ronnie Dawson lo convocó al Trébol por vez primera para el Torneo de las Cinco Naciones 1969 y debutó ante Les Bleus.
Jugó su última prueba en junio de 1976 contra los All Blacks. En total solo fueron seis pruebas, debido a la competencia de su puesto con Noel Murphy y Fergus Slattery.

## Carrera
Entrenó al Ulster Rugby desde 1983 a 1987 y ganó el Interprovincial Championship tres veces de forma consecutiva; 1984-85, 1985-86 y 1986-87.

### Irlanda
En 1987 la IRFU lo designó nuevo entrenador en jefe del Trébol, reemplazando al retirado por enfermedad Mick Doyle.
En el Torneo de las Cinco Naciones 1988 Irlanda finalizó última con una victoria ante Escocia, fue penúltima en la edición siguiente venciendo solo a los Dragones rojos y lo repitió en el Cinco Naciones 1990.
Pretendió un juego agresivo y potente, por eso recomendó un régimen de dieta, entrenamiento con pesas, acondicionamiento y pruebas físicas periódicas a sus jugadores. Sus técnicas hoy se usan en todo el mundo, pero en su época causó críticas y sumado a que en total solo ganó cinco partidos; fue despedido en 1990.
| Predecesor: Mick Doyle | Entrenador de Irlanda 1987 – 1990 | Sucesor: Ciaran Fitzgerald |